# Strzelanina w szkole w Briańsku
Strzelanina w szkole w Briańsku – strzelanina, która miała miejsce 7 grudnia 2023 w gimnazjum nr 5 w Briańsku. W ataku zginęła 1 osoba z rąk sprawczyni, a 5 zostało rannych. Sprawczynią ataku była 14-letnia uczennica Alina Afanaskina, która po zbrodni popełniła samobójstwo.

## Przebieg
Wiadomość o strzelaninie dotarła do dyspozytorów numeru alarmowego o godzine 9:15 czasu moskiewskiego.
Do strzelaniny doszło podczas lekcji biologii odbywającej się w jednej z sal na czwartym piętrze szkoły. 14-letnia Alina Dmitrijewna Afanaskina oddawała strzały ze strzelby Bekas-M należącej do jej ojca. Później okazało się, że miała również ze sobą nóż myśliwski. W wyniku zdarzenia zginęła jedna dziewczynka, a pięć innych uczniów zostało rannych, w tym jeden ciężko. Chwilę potem sprawczyni ataku popełniła samobójstwo. Pozostali uczniowie zostali ewakuowani z budynku szkoły i odesłani do domów.

## Śledztwo
Śledztwo wykazało, iż 14-letnia Alina Afanaskina była poniżana w szkole i miała konflikt innymi uczniami gimnazjum w Briańsku.
W wyniku śledztwa aresztowany został ojciec sprawczyni ataku Dmitrij Afanaskin oraz dyrektorka gimnazjum Łarisa Katolikowa. Ojcowi został postawiony zarzut spowodowania utraty broni (art. 224.2 KK FR) i namowy do samobójstwa (art. 110 KK FR). Dyrektorce szkoły zaś postawiono zarzut niedbalstwa skutkującego śmiercią dwóch lub więcej osób (art 293.2 KK FR).
Zabójczyni miała siostrę bliźniaczkę, z którą uczęszczała do tej samej klasy i która była obecna w sali w momencie popełnienia zbrodni, jednak śledztwo wykazało, że nie mogła ona wiedzieć o planach zbrodni.

## Następstwo
Według doniesień mediów, zbrodnia w Briańsku mogła być jednym ze źródeł inspiracji sprawcy masakry w Wydziale Filozoficznym Uniwersytetu Karola w Pradze, który zabił 14 osób i ranił 25, po czym popełnił samobójstwo.